# Список ныне живущих архиереев Александрийской православной церкви
В списке представлены ныне живущие архиереи Александрийской православной церкви (Александрийского патриархата).
Епископат Александрийской православной церкви насчитывает (на 7 апреля 2024 года) 54 человека, из них 37 — епархиальные архиерея, в том числе предстоятель Церкви — Папа и патриарх Александрийский и всей Африки, 9 — викарные архиереи, 3 — титулярные архиереи, 5 архиереев пребывают на покое.
Список составлен в порядке старшинства епископской хиротонии (дата в скобках после имени).
Старейший по возрасту архиерей Александрийской православной церкви — митрополит Фиваидский Порфирий (Скикос) (1940 года рождения); самый молодой — епископ Ньерийский и Кенийских Гор Панарет (Кимани) (1985 года рождения).

## Патриаршество патриархаПарфения III

### Хиротонии 1990 года
1. Феодор (Хорефтакис), Папа и Патриарх Александрийский и всей Африки (17 июня 1990; на кафедре с 24 октября 2004)
2. Порфирий (Скикос), титулярный митрополит Фиваидский (17 июня 1990; на покое с 27 октября 2004)

### Хиротонии 1992 года
1. Макарий (Тиллиридис), митрополит Найробский (25 июля 1992; на кафедре с 22 февраля 2001)

## Патриаршество патриархаПетра VII

### Хиротонии 1997 года
1. Серафим (Киккотис), митрополит Зимбабвийский (28 сентября 1997; на кафедре с 7 октября 2010 года)

### Хиротонии 1999 года
1. Феофилакт (Дзумеркас), старец-митрополит Кесарийский (26 ноября 1999; на кафедре с 15 февраля 2024)
2. Сергий (Киккотис), митрополит Мыса Доброй Надежды (27 ноября 1999; на кафедре со дня хиротонии)
3. Афанасий (Киккотис), митрополит Киринский (28 ноября 1999; на кафедре со дня хиротонии)
4. Пантелеимон (Лабадариос), титулярный митрополит Антинойский (30 ноября 1999; на покое с 1 ноября 2006)
5. Иероним (Музейи), митрополит Кампальский (11 декабря 1999; на кафедре с 12 января 2022)

### Хиротонии 2001 года
1. Георгий (Владимиру), митрополит Гвинейский (4 марта 2001; на кафедре с 21 ноября 2012)
2. Николай (Антониу), митрополит Гермопольский (11 марта 2001; на кафедре со дня хиротонии)

### Хиротонии 2002 года
1. Димитрий (Захаренгас), митрополит Иринопольский (6 октября 2002; на кафедре с 27 октября 2004)

## Патриаршество патриархаФеодора II

### Хиротонии 2004 года
1. Дамаскин (Папандреу), митрополит Йоханнесбургский и Преторийский (30 октября 2004; на кафедре с 7 октября 2010)
2. Эммануил (Кьяйас), митрополит Диоспольский (14 ноября 2004; на кафедре с 15 февраля 2024)
3. Игнатий (Сеннис), митрополит Антананаривский и Северомадагаскарский (14 ноября 2004; на кафедре со дня хиротонии)
4. Григорий (Стергиу), митрополит Камерунский (25 ноября 2004; на кафедре со дня хиротонии)

### Хиротонии 2006 года
1. Гавриил (Рафтопулос), митрополит Леонтопольский (4 ноября 2006; на кафедре с 21 ноября 2012)
2. Никодим (Приангелос), митрополит Мемфисский (12 ноября 2006; на кафедре с 23 ноября 2013)
3. Мелетий (Камилудис), митрополит Катангский (25 ноября 2006; на кафедре со дня хиротонии)
4. Геннадий (Стандзиос), митрополит Ливийский (26 ноября 2006; на кафедре с 15 февраля 2024)
5. Феодор (Димитриу), митрополит Илиопольский (27 ноября 2006; на кафедре с 6 октября 2009)

### Хиротонии 2009 года
1. Савва (Химонеттос), митрополит Нубийский (11 октября 2009; на кафедре с 24 ноября 2015)

### Хиротонии 2010 года
1. Иоанн (Цафтаридис), митрополит Замбийский (17 октября 2010; на кафедре с 24 ноября 2015)

### Хиротонии 2012 года
1. Пантелеимон (Арафимос), митрополит Птолемаидский  (2 декабря 2012; на кафедре с 15 февраля 2024)
2. Иннокентий (Бьякатонда), титулярный митрополит Содзуский (6 декабря 2012; на кафедре с 15 февраля 2024)

### Хиротонии 2013 года
1. Наркисс (Гаммох), митрополит Пилусийский (1 декабря 2013; на кафедре с 12 января 2022)

### Хиротонии 2014 года
1. Василий (Варвелис), титулярный епископ Арсинойский (30 ноября 2014; на покое с 17 ноября 2016)
2. Мелетий (Куманис), митрополит Карфагенский (5 декабря 2014; на кафедре с 17 ноября 2016)
3. Неофит (Конгай), епископ Эльдоретский (21 декабря 2014; на кафедре с 24 ноября 2022)

### Хиротонии 2016 года
1. Никодим (Булаксис), титулярный епископ Нитрийский (27 марта 2016; на кафедре со дня хиротонии)
2. Агафоник (Николаидис), епископ Арушский и Центральной Танзании (11 декабря 2016; на кафедре со дня хиротонии)
3. Феодор (Дридакис), митрополит Браззавильский и Габонский (18 декабря 2016; на кафедре с 15 февраля 2024)

### Хиротонии 2018 года
1. Даниил (Биазис), митрополит Аккрский (5 декабря 2018; на кафедре с 15 февраля 2024)
2. Феодосий (Цицивос), митрополит Киншасский (6 декабря 2018; на кафедре с 12 января 2022)
3. Сильвестр (Киситу), епископ Джинджийский и Восточной Уганды (16 декабря 2018; на кафедре с 12 января 2022)
4. Фотий (Хадзиантониу), епископ Малавийский (23 декабря 2018; на кафедре со дня хиротонии)

### Хиротонии 2019 года
1. Продром (Кацулис), епископ Тулиарский и Южного Мадагаскара (13 января 2019; на кафедре со дня хиротонии)
2. Герман (Галанис), титулярный митрополит Тамиафский (25 ноября 2019; на кафедре со дня хиротонии)
3. Марк (Теодосис), епископ Кисумский и Западно-Кенийский (5 декабря 2019; на кафедре со дня хиротонии)
4. Петр (Паргинос), митрополит Аксумский (6 декабря 2019; на кафедре с 15 февраля 2024)

### Хиротонии 2022 года
1. Косма (Таситис), епископ Константианский, викарий Катангской митрополии (30 января 2022; на кафедре со дня хиротонии)
2. Харитон (Мусунгаи), митрополит Канангский (2 февраля 2022; на кафедре со дня хиротонии)
3. Фемистокл (Адамопулос), епископ Никопольский, викарий Гвинейской митрополии (6 февраля 2022; на кафедре со дня хиротонии)
4. Нектарий (Кабуйе), епископ Гулуский и Северной Уганды (12 февраля 2022; на кафедре со дня хиротонии)
5. Никодим (Тоткас), митрополит Нигерийский (17 февраля 2022; на кафедре с 15 февраля 2024)
6. Хризостом (Майдонис), епископ Букобский (20 февраля 2022; на кафедре со дня хиротонии)
7. Хризостом (Ксинос), епископ Вереникский (18 декабря 2022; на кафедре со дня хиротонии)

### Хиротонии 2023 года
1. Панарет (Кимани), епископ Ньерийский и Кенийских Гор (15 января 2023; на кафедре со дня хиротонии)

### Хиротонии 2024 года
1. Исаак (Цапоглу), епископ Бужумбурский и Бурундийский (25 февраля 2024; на кафедре со дня хиротонии)
2. Стефан (Сулимиотис), епископ Гиппонский, викарий папы и патриарха Александрийского и всей Африки (3 марта 2024; на кафедре со дня хиротонии)
3. Поликарп (Диамантопулос), епископ Буниаский и Кисанганский (10 марта 2024; на кафедре со дня хиротонии)
4. Тимофей (Нтумба), епископ Гомский (30 марта 2024; на кафедре со дня хиротонии)
5. Афанасий (Кайембе), епископ Бенинский и Тоголезский (31 марта 2024; на кафедре со дня хиротонии)
6. Константин (Мбонабинги), епископ Джубский и Южноcуданский (6 апреля 2024; на кафедре со дня хиротонии)

## Бывшие архиереи, ныне находящиися в юрисдикции иных поместных церквей
1. Алексий (Леонтаритис), митрополит, бывший Карфагенский (29 ноября 1999; на кафедре с 28 ноября 2004 по 5 сентября 2016; 5 сентября 2016 года принят в клир Элладской православной церкви и 10 октября 2016 назначен титулярным митрополитом Диавлийским);
2. Иоаким (Кондовас), митрополит, бывший Замбийский и Малавийский (23 марта 2003; на покое с 15 сентября 2015; 2 декабря 2016 принят в клир Иерусалимской православной церкви и назначен митрополитом Еленопольским).